# Arctia kettlewelli
Arctia kettlewelli är en fjärilsart som beskrevs av Edward Alfred Cockayne 1952. Arctia kettlewelli ingår i släktet Arctia och familjen björnspinnare. Inga underarter finns listade i Catalogue of Life.